# Europrop TP400
El Europrop International TP400-D6 es un motor turbohélice diseñado para el avión de transporte militar Airbus A400M Atlas, desarrollado y producido por Europrop International, consorcio formado por MTU Aero Engines, Snecma, Rolls-Royce e Industria de Turbo Propulsores. Sucede al ahora desaparecido Aero Propulsion Alliance TP400-D1 M88 derivación previa a este. Cuando entró en servicio, era el tercer turbohélice más potente del mercado tras el Kuznetsov NK-12 y el Progress D-27, con 11 000 HP (8213 kW).

## Diseño y desarrollo

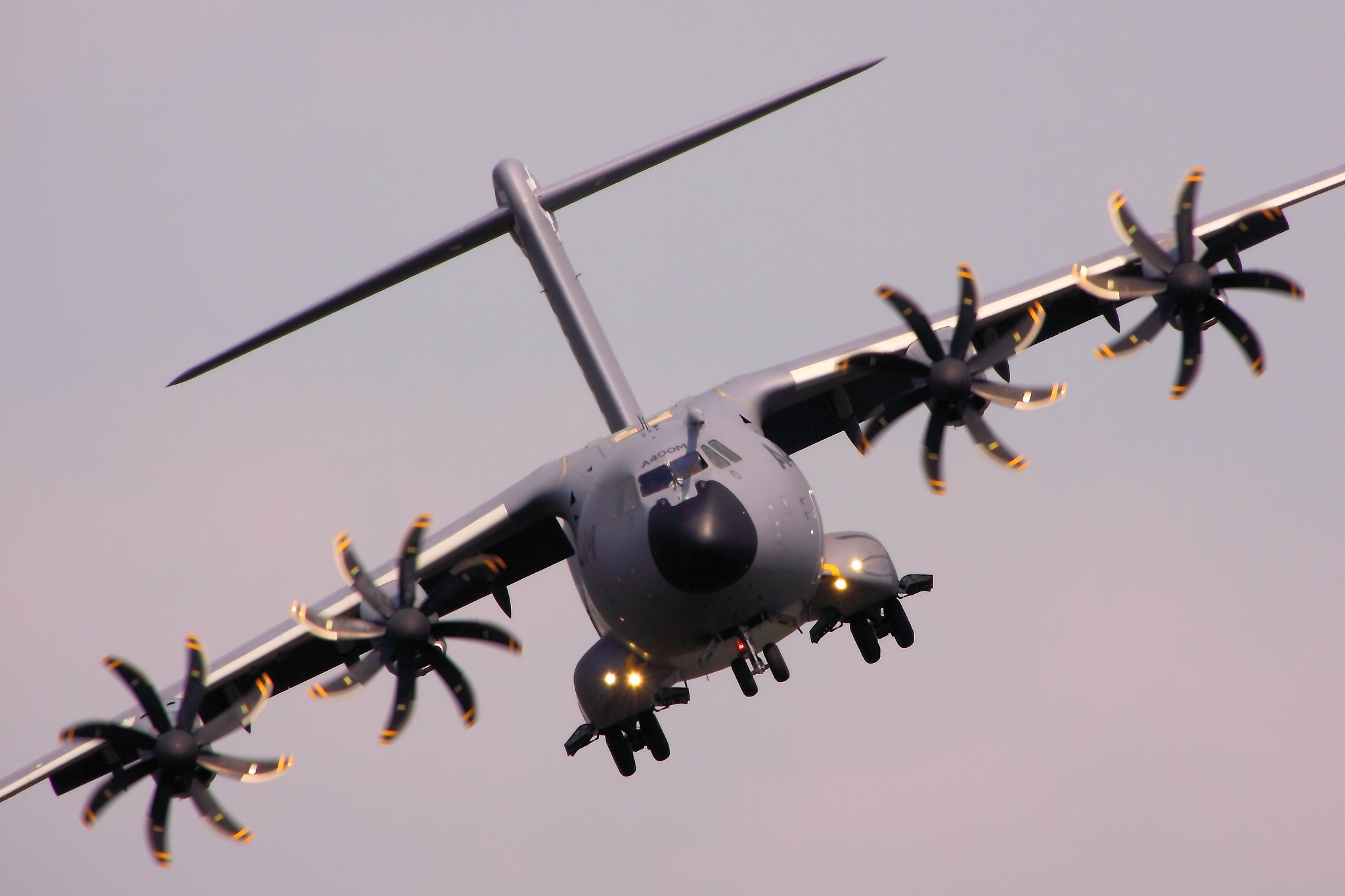
Airbus A400M

El motor dispone de un doble generador de gas, con una tercera turbina de potencia conectada a las bajas presiones (LP) de 5,3 metros de diámetro, ocho palas, hélice de materiales compuestos, con un reductor de revoluciones. La configuración del carburador de gas es la siguiente: Compresor de cinco etapas LP, dirigido por una turbina LP de una etapa; compresor de contra-rotación de Altas Presiones (HP) de seis etapas dirigido por una turbina HP con refrigeración de una única etapa. La turbina de potencia tiene tres etapas. 
La potencia máxima instalada que imprime es de 11 000 shp, con un cambio rotación-potencia de 25:1 y una temperatura máxima de rotor de cerca de 1500 K. El compresor LP tiene una tasa de presión del 3,5, mientras que el compresor HP tiene un ratio de un 7,2.
El primer encendido de motor se produjo el 28 de octubre de 2005 utilizando un freno de agua como carga. Durante las siguientes pruebas, el motor alcanzó su máxima potencia. El 28 de febrero de 2006 el motor fue probado por primera vez con las hélices instaladas.  
La certificación estaba prevista para octubre de 2007, con el primer vuelo del A400M previsto para poco después. Sin embargo, los continuos problemas técnicos retrasaron la certificación del programa de pruebas y provocaron que todo el programa del avión A400M entrase en continuos retrasos. Dos importantes hitos fueron alcanzados en junio de 2008: su primer arranque en tierra en una simulación de prueba de vuelo, y el ensamblaje completo con el primer avión producido.

## Especificaciones (TP400-D6)
Datos de: Rolls-Royce
Características generales
- Tipo: turbohélice
- Longitud: 3,5 m
- Diámetro: 0,92 m
- Peso: 1860 kg

Componentes
- Compresor: Cinco etapas LP, seis etapas HP
- Turbina: tres etapas de potencia

Rendimiento
- Potencia: 11 000 HP (8213 kW)
- Relación de presión general: 25
- Relación potencia a peso: 4,41 kW/kg